# جینینگ
جینینگ (به لاتین: Jinning, Kinmen) یک سکونتگاه مسکونی در تایوان است که در کینمن واقع شده‌است.

## خصوصیات
جینینگ ۲۹٫۸۵۴۰ کیلومترمربع مساحت و ۲۷٬۳۰۷ نفر جمعیت دارد.